# Rudolf Kreitlein
Rudolf Kreitlein (ur. 14 listopada 1919 w Fürth, zm. 31 lipca 2012 w Stuttgarcie) – niemiecki sędzia piłkarski w latach 60.

## Mecz Anglia-Argentyna 1966
Rudolf Kreitlein jest znany z prowadzenia ćwierćfinałowego meczu mistrzostw świata 1966 w Anglii pomiędzy reprezentacją Anglii a reprezentacją Argentyny (1:0). W 35. minucie meczu niemiecki sędzia wyrzucił z boiska Argentyńczyka Antonio Rattína z niewiadomej według obserwatorów przyczyny. Wtedy na boisko weszli członkowie argentyńskiej drużyny oraz przedstawiciel FIFA Harry Cavan, którzy rozpoczęli dyskusje na temat zajścia. Rattin początkowo nie chciał opuścić boiska, jednak po 10 minutach zdecydował się zejść. Po zakończeniu meczu Argentyńczycy ruszyli na niemieckiego sędziego, w wyniku czego Kreitlein musiał opuszczać boisko w otoczeniu policjantów. Kreitlein, który potem nie widział tego meczu, w 2006 roku poprosił The Football Association o kopię wideo z tamtego spotkania. Kreitlein międzynarodową karierę sędziowską zakończył w 1967 roku.

## Kariera sędziowska
Rudolf Kreitlein międzynarodową karierę sędziowską rozpoczął w 1962 roku. Pierwszą międzynarodową imprezą Kreitleina były młodzieżowe mistrzostwa Europy w 1963 roku. Był sędzią głównym meczu finałowego Pucharu Europy 1966 pomiędzy Realem Madryt a Partizanem Belgrad (2:1) w Brukseli. Karierę zakończył w 1969 roku.

## Statystyki
- Bundesliga: 66 meczów
- Mistrzostwa Niemiec: 7 meczów
- Puchar Europy: 4 mecze
- Puchar Niemiec: 2 mecze
- mistrzostwa świata: 2 mecze[1]

## Śmierć
Rudolf Kreitlein zmarł 31 lipca 2012 roku w Stuttgarcie w wieku 93 lat.